# Lover (Wiltshire)
Koordinaten: 50° 59′ N, 1° 42′ W

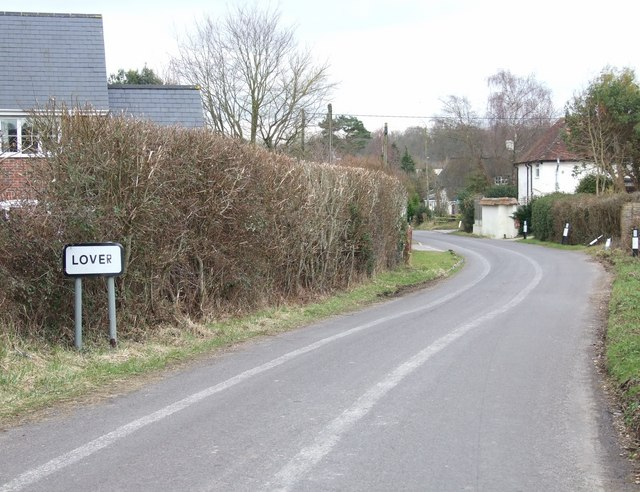
Ortseingang von Lover

Lover ist ein Dorf in der englischen Grafschaft Wiltshire, etwa zwölf Kilometer südöstlich von Salisbury, an der Grenze zur Grafschaft Hampshire. Es gehört zum etwa 1,6 Kilometer entfernten civil parish Redlynch und liegt innerhalb der Grenzen des New-Forest-Nationalparks. Lover hieß einst Warminster Green, ist aber seit 1876 unter der heutigen Bezeichnung bekannt, die wahrscheinlich als Verschleifung aus Lower Redlynch entstand.
Das aus wenigen Häusern bestehende Dorf mit rund 150 Einwohnern gruppiert sich um ein Straßendreieck. Die Dorfkirche St Mary wurde 1837 errichtet. Um 1839 bekam Lover eine National School. Sie wurde 1878 durch einen Neubau ersetzt, später in eine mit Hilfe ehrenamtlicher Lehrkräfte betriebene Grundschule der Church of England umgewandelt und im Jahr 2006 stillgelegt, das Gebäude ist seit 2016 in Besitz der Dorfgemeinschaft. Früher gab es außerdem ein Pub und einen Dorfladen. Da Lover auch das englische Wort für Liebhaber ist, werden die Ortsschilder immer wieder gestohlen.

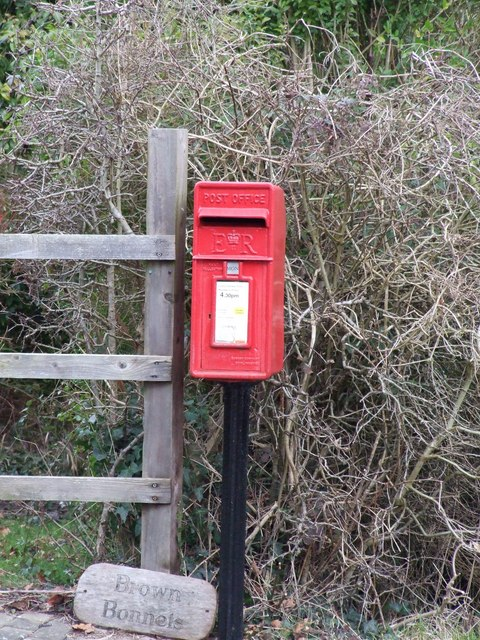
Briefkasten in Lover

Überregional bekannt geworden ist Lover durch seine jahrzehntelang jeweils zum Valentinstag organisierte Grußkarten-Aktion. Ein Sonderstempel trug dann den Text St Valentines Day Lover Salisbury. Da es eine dauerhafte Poststelle dort seit 2008 nicht mehr gibt, lebte die Aktion erst 2017 wieder auf, getragen vom freiwilligen Engagement der Dorfbewohner. Der Sonderstempel mit dem Text Sent from Lover (doppeldeutig: Gesendet aus Lover / Gesendet vom Liebhaber) wirbt für Lover als „Romantischstes Dorf der Welt. Besonders am Valentinstag“ (The most romantic village in the world. Especially for Valentines). Der Erlös der auf 8000 Stück limitierten, von den Kindern des Dorfes gestalteten und von den Cupids („Liebesboten“) genannten Freiwilligen handgestempelten Karten kommt in diesem Jahr der Renovierung der alten Schule zu einem Gemeinschaftshaus mit Kinderhort zugute.